# Wajgacz
Wajgacz (ros. Вайгач) – wyspa w europejskiej części Rosji, położona między Morzem Barentsa a Morzem Karskim. Od kontynentu (półwyspu Jugorskiego) oddziela go cieśnina Jugorski Szar, a od położonego na północy archipelagu Nowej Ziemi cieśnina Karskie Wrota. Pod względem administracyjnym wyspa wchodzi w skład Nienieckiego Okręgu Autonomicznego (obwód archangielski).
Wyspa zajmuje powierzchnię 3383 km². Jej długość to około 100 km, a szerokość – 45 km. Najwyższy punkt wznosi się na wysokość 170 m n.p.m. Wyspa zbudowana jest z łupków, piaskowca i wapieni. Na wyspie panuje klimat polarny ze średnimi temperaturami najzimniejszego lutego wynoszącymi −20 °C, a najcieplejszego czerwca +5 °C. Znajdują się tutaj liczne bagna i niewielkie jeziora. Wyspę pokrywa roślinność tundrowa.
Główne osady na wyspie to: Wajgacz, Długa Guba i Warniek.
Wschodnim wybrzeżem wyspy przebiega umowna granica między Europą a Azją.

## Historia
W czasach ZSRR znajdował się tam ośrodek obozów pracy przymusowej (łagrów). W tamtejszych kopalniach ołowiu pracowali więźniowie z wyrokami śmierci.

## Galeria

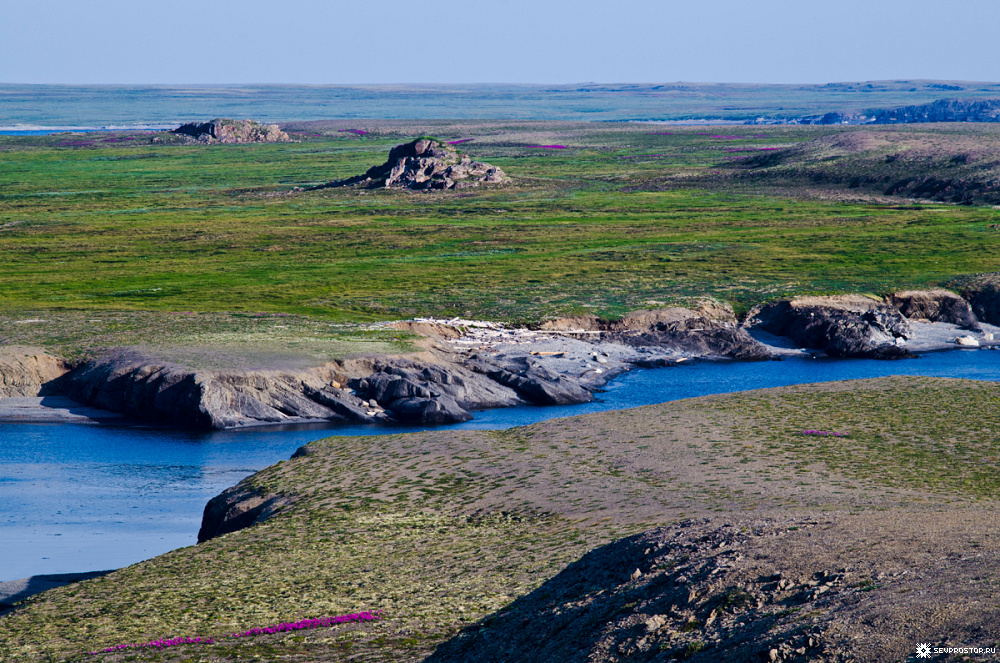
Krajobraz wyspy
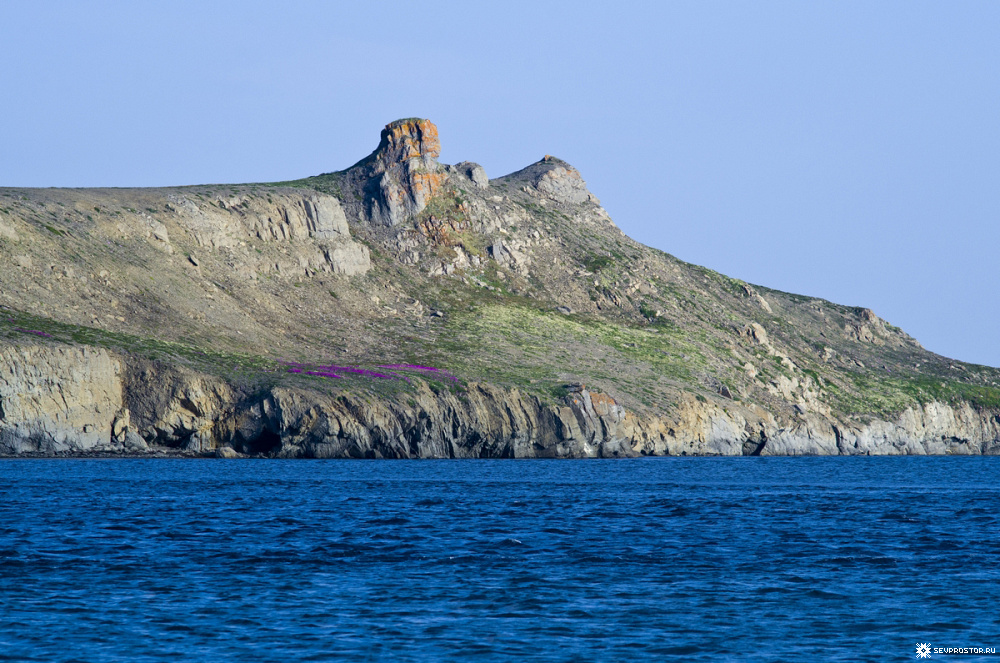
Widok na wyspę
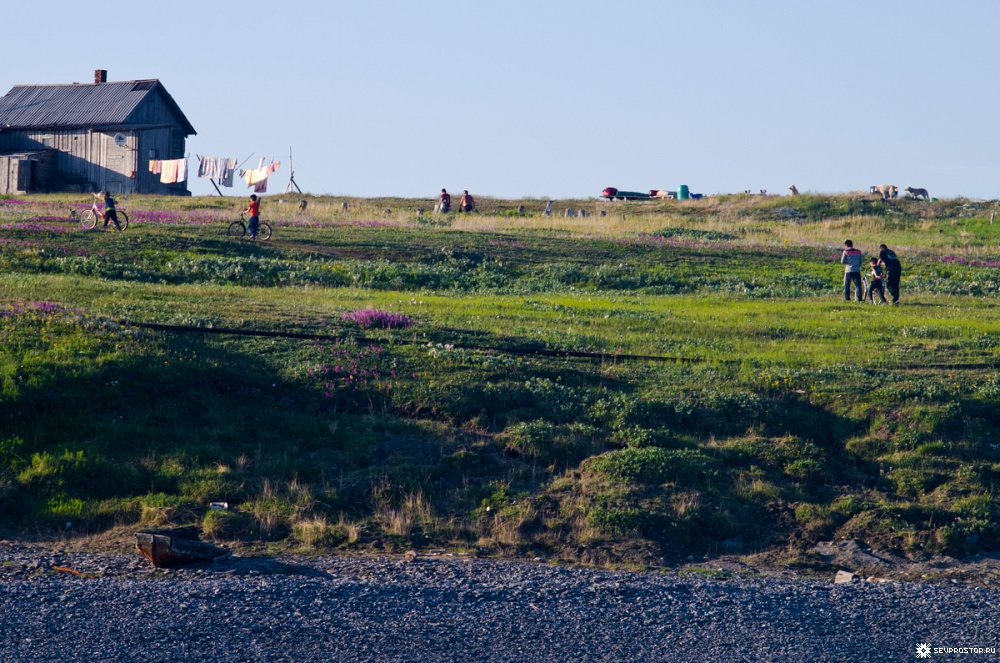
Warniek
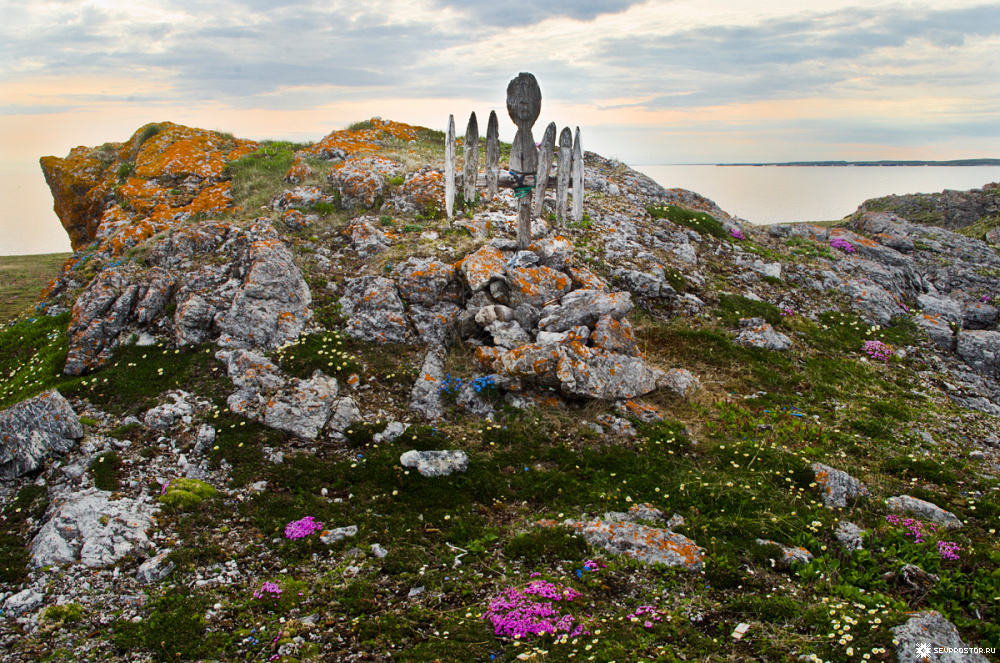
Pogański bożek czczony przez rdzennych mieszkańców wyspy